# Macauische Fußballnationalmannschaft
Die macauische Fußballnationalmannschaft (Chinesisch: 中國澳門足球代表隊, Portugiesisch: Seleção Macaense de Futebol) repräsentiert die Sonderverwaltungszone Macau der Volksrepublik China im Fußball. Sie untersteht dem nationalen Fußballverband, der Macau Football Association (Chinesisch: 中國澳門足球總會).

## Geschichte

Altes Logo

Die Mannschaft repräsentierte Macau bereits bei internationalen Fußballveranstaltungen vor dem Jahr 1999, als das Land noch portugiesische Kolonie war. Dies wurde nach der Übergabe Macaus an die Volksrepublik China und der Umwandlung in eine Sonderverwaltungszone 1999 fortgeführt. Macau hat seitdem, ähnlich wie Hongkong, eine eigene, von der Nationalmannschaft der Volksrepublik China unabhängige Nationalmannschaft, ganz im Sinne der „Ein Land, zwei Systeme“-Doktrin.
Das erste Länderspiel Macaus fand im Jahr 1949 gegen die Südkoreanische Nationalmannschaft statt. Macau verlor das Spiel mit 1:5. Der erste Sieg einer Fußballnationalmannschaft Macaus datiert aus dem Jahre 1975, als man gegen Panama mit 2:1 gewinnen konnte.
Macau zählt zu den erfolglosesten Mannschaften des Kontinentalverbandes AFC. Macau qualifizierte sich bisher weder für eine Fußball-Asienmeisterschaft noch für eine Fußball-Weltmeisterschaft.

## Weltmeisterschaften
- vor 1978: nicht teilgenommen
- 1974 und 1986: nicht qualifiziert
- 1990: nicht teilgenommen
- 1994 bis 2026: nicht qualifiziert

## Asienmeisterschaften
- vor 1976: nicht teilgenommen
- 1980: nicht qualifiziert
- 1984 und 1988: nicht teilgenommen
- 1992 bis 2004: nicht qualifiziert
- 2007: nicht teilgenommen
- 2011 bis 2027: nicht qualifiziert

## Ostasienmeisterschaft
- 2003: nicht qualifiziert (Platz 6)
- 2005: nicht teilgenommen
- 2008: nicht qualifiziert (Platz 7)
- 2010: nicht qualifiziert (Platz 9)
- 2013: nicht qualifiziert (Platz 9)
- 2015: nicht qualifiziert (Platz 8)
- 2017: nicht qualifiziert (Platz 9)
- 2019: nicht qualifiziert (Platz 8)
- 2022: nicht qualifiziert
- 2025: nicht qualifiziert

## AFC Challenge Cup
- 2006 – Vorrunde
- 2008 – nicht qualifiziert
- 2010 – nicht qualifiziert
- 2012 – nicht qualifiziert
- 2014 – nicht qualifiziert

## AFC Solidarity Cup
- 2016 – 2. Platz
- 2020 – qualifiziert, Turnier aufgrund der COVID-19-Pandemie abgesagt.[2]

## Trainer
- Masataka Imai (2003–2004)
- Masanaga Kageyama (2006–2008)
- Tam Iao San (2015–2017)
- Chan Hiu Ming (2017–2018)
- Yung Cho Ying (2018)
- Iong Cho Ieng (2018–2019)
- Lázaro Oliveira (2023–2024)
- Kwok Kar Lok (seit 2024)

## Spieler
- Domingos Chan (1997–2007)